# Petinha-silvestre
A petinha-silvestre (Anthus hodgsoni) é uma pequena ave da família Motacillidae. É parecida com a petinha-das-árvores, distinguindo-se sobretudo pelas partes superiores quase lisas e pela lista supraciliar branca bastante evidente.
Esta petinha distribui-se sobretudo pela Ásia. Em Portugal a sua ocorrência é acidental.

## Subespécies
São reconhecidas 2 subespécies:
- A. h. yunnanensis - norte da Eurásia, para leste até Kamchatka, Mongólia e Manchúria e ainda o norte do Japão
- A. h. hodgsoni - sul da Ásia, desde os Himalaias até ao leste da China e ao sul do Japão